# Aneflomorpha lineare
Aneflomorpha lineare är en skalbaggsart som först beskrevs av Leconte 1859.  Aneflomorpha lineare ingår i släktet Aneflomorpha och familjen långhorningar. Inga underarter finns listade i Catalogue of Life.